# Crossbreed
Pour les articles homonymes, voir Crossbreed (homonymie).
Crossbreed est un groupe de metal industriel américain, originaire de Clearwater, en Floride. Formé en 1996, le groupe compte un total de trois albums studio, 01 (1999), Synthetic Division (2001), et K.E 101 (2009). Ils décident de se mettre en pause en 2010.

## Biographie

### Débuts et01(1996–1999)
Crossbreed est formé en 1996 comme quatuor composé de James Rietz, Chris Nemzek, Charlie Parker & Travis Simpkins. L'année suivante, le claviériste Jason Troph entre dans le groupe qu'il quittera en 1998 pour Irrational, groupe basé à Orlando. Il est remplacé par Phil « Flip » Marquardt. Leur premier album, intitulé 01 et auto-produit en 1998, est édité à seulement 1 000 exemplaires. En 1999, Dan « DJ » Izzo rejoint le groupe en tant que disc jockey et second claviériste. C'est à ce moment que le groupe commencé à utiliser de la lumière noire sur scène.

### Synthetic Division(2000–2005)
Le 29 avril 2000, le groupe joue dans le festival Livestock de la radio 98Rock à Tampa au cours duquel ils rencontrent les filles du groupe Kittie. Après avoir donné la démo Baby Doll à une des filles de Kittie, celle-ci la fait écouter à son label, Artemis Records. Ils signent à la fin de l'année et publient leur album, Synthetic Division, le 8 mai 2001. La vidéo de leur premier simple est diffusée sur MTV2 et MTVX. Cette vidéo est nommée pour un Billboard Award.
Au cours de l'été 2001, ils tournent dans les États-Unis et le Canada avec le groupe allemand Rammstein et ont fait une courte tournée avec Static-X. Le 20 avril 2002, le bassiste Charlie Parker quitte le groupe après le concert. En 2003, Crossbreed se sépare de son label puis le 2 mai 2004, après un concert, les bassiste Bishop, claviériste Flip et batteur Simpkins quittent le groupe. Plus tard, la même année, Izzo quitte aussi le groupe. Chris James & Rietz Nemzek décident de continuer et de recruter de nouveaux membres.

### K.E 101et pause (2005–2010)
Avec un nouveau line-up à la suite de quelques changements de membres, ils s'associent avec Bill Aucoin, ancien manager de Kiss. Crossbreed passe leur temps à écrire de nouveaux titres et de jouer en Floride, y compris, en première partie d'Orgy, de Mushroomhead et de Mindless Self Indulgence. Le 25 juillet 2005 sort l'EP auto-produit, New Slave Nation, puis le groupe par en tournée, pour le Music for Freedom Tour, avec Mushroomhead et Dope. Le printemps suivant, ils jouent avec Nothingface et Silent Civilian durant un court moment avant de laisser tomber la tournée. Depuis, ils tournent avec, de nouveau, Mushroomhead, Deadstar Assembly et en tête d'affiche dans l'est des États-Unis afin de renforcer leur base de fans ainsi que dans plusieurs pays.
Le 14 mai 2008, il est noté sur le blog de Subkulture sur Myspace que Kem Secksdiin co-écrira et réalisera de nombreux titres du prochain album de Crossbreed. En juin 2008, ils signent sur Driven Music Group, le label de Brian « Head » Welch, ancien guitariste de Korn, et sont distribués par Ryko/Warner Music Group. En juillet 2008, Crossbreed ouvre The Candy Factory, son propre studio d'enregistrement audiovisuel, dans le Warehouse District au centre-ville de Clearwater, en Floride. C'est ici que le nouvel album est enregistré.
Crossbreed joue son dernier concert le 17 juillet 2010 au State Theatre de St. Petersburg, en Floride. Rietz expliquera par la suite que « Crossbreed n'est plus la priorité d'aucun des membres. »

### Retour (2021)
Crossbreed se reforme en 2021, avec le retour du chanteur de longue date James Rietz et de Ian Hall (claviériste/programmeur/chanteur), pour un concert le 3 juillet 2021, à Cleveland, à l'Odeon. Ils se sont associés à leurs amis de longue date Rick Thomas (de Mushroomhead/Ventana) et Dan Fox (de Dope/Ventana) pour faire revivre le groupe lors d'un événement surnommé le rebirth show, qui comprenait également Ventana en tant que tête d'affiche.

## Membres

### Derniers membres
- James « Breed » Rietz - chant (1996-2010)
- Chris « Roach » Nemzek - guitare, programmation (1996-2010)
- Corey « Floyd » - basse (2004-2010)
- Kem Secksdiin - électronique (2006, 2007-2010)
- Ian Hall - synthétiseur (2005-2010)
- Jay Diesel - batterie (2008-2010)

### Anciens membres
- Charlie Parker - basse (1996-2002)
- Bishop - basse (2002-2004)
- Travis Simpkins - batterie (1996-2004)
- Jason Tropf - synthétiseur (1997-1998, 2004)
- Chris Morris - batterie (2004-2006)
- Dan Fox - batterie (2006-2007)
- Phil « Flip » Marquardt - synthétiseur (1998-2004)
- Travis Inskeep - électronique (2004-2006)
- St1tch - électronique (2006-2007)
- Mike Cais - batterie (2007-2008)

## Discographie

### Albums studio
- 1999 : 01
- 2001 : Synthetic Division
- 2009 : K.E 101

### Démos et EP
- 1999 : Baby Doll (démo 3 titres)
- 2000 : Blue Guy (démo 5 titres)
- 2005 : New Slave Nation (EP)